# Loma del Rayo
Loma del Rayo är en ort i Mexiko.   Den ligger i kommunen Atzalan och delstaten Veracruz, i den sydöstra delen av landet, 220 km öster om huvudstaden Mexico City. Loma del Rayo ligger 420 meter över havet och antalet invånare är 192.
Terrängen runt Loma del Rayo är kuperad söderut, men norrut är den platt. Loma del Rayo ligger uppe på en höjd. Runt Loma del Rayo är det ganska tätbefolkat, med 93 invånare per kvadratkilometer. Närmaste större samhälle är Martínez de la Torre, 11,3 km nordost om Loma del Rayo. Omgivningarna runt Loma del Rayo är en mosaik av jordbruksmark och naturlig växtlighet.